# Dulliken
Dulliken es una comuna suiza del cantón de Soleura, situada en el distrito de Olten. Limita al norte con Winznau y Obergösgen, al este con Däniken, al sur con Walterswil y Oftringen (AG), al oeste Starrkirch-Wil y Olten.

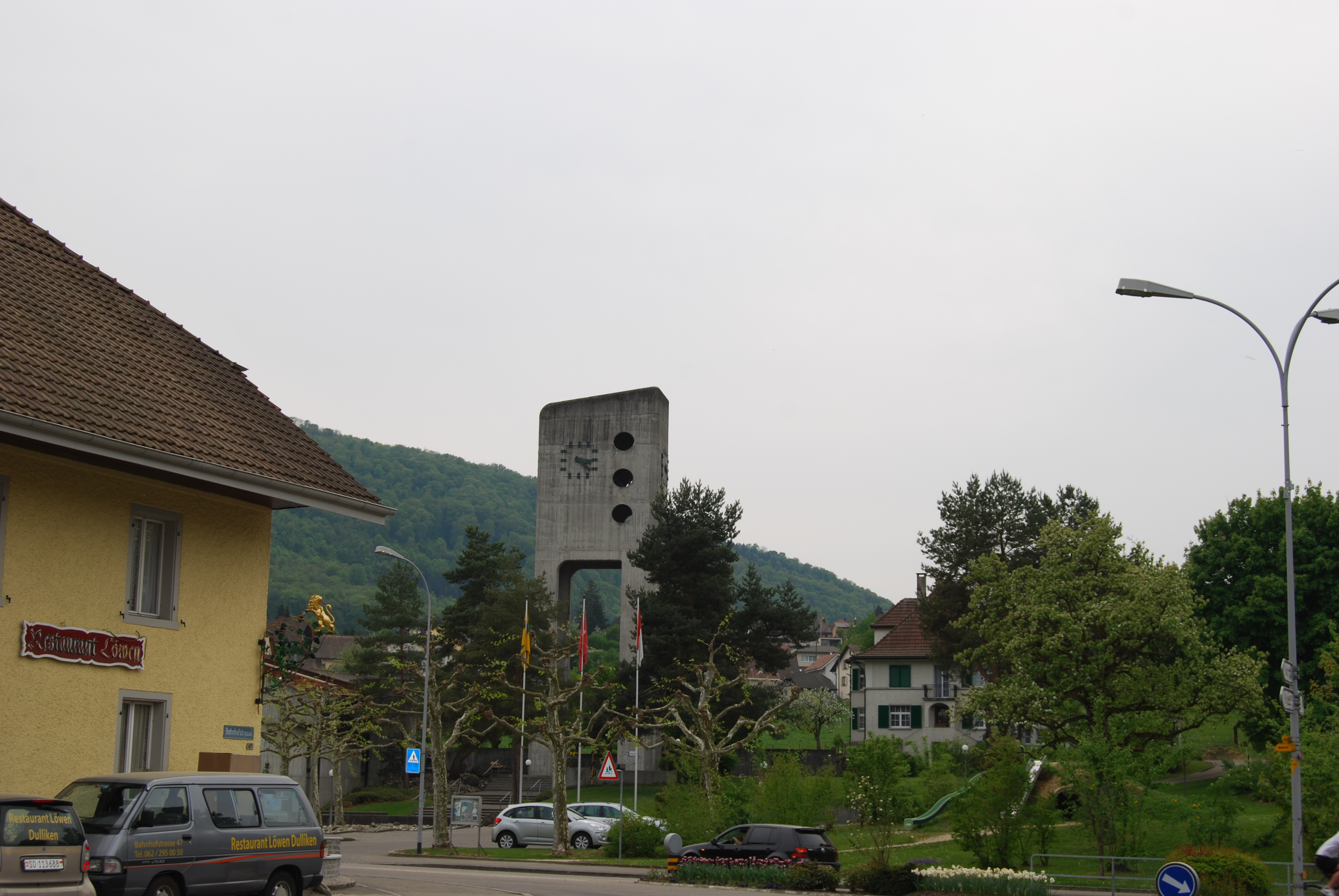
Dulliken

## Transportes
Ferrocarril
Cuenta con una estación ferroviaria en la que efectúan parada trenes pertenecientes a la red S-Bahn Argovia.